# Karls Kurkevičs
Karls Kurkevičs (ros. Карл Станиславович Куркевич, ur. 17 października 1926 w Mozyrzu, zm. 19 marca 2002 w Rydze) – radziecki żołnierz, starszyna.

## Życiorys
Urodził się w polskiej rodzinie. Jego ojciec Stanisław był działaczem komunistycznym i uczestnikiem ustanawiania władzy bolszewików na Białorusi, jednak w lipcu 1937 został aresztowany przez NKWD pod fałszywym zarzutem „udziału w polskiej organizacji wojskowej” i w tym samym roku skazany na śmierć i zabity (w 1959 pośmiertnie go zrehabilitowano).
Karl do 1941 skończył 7 klas szkoły w Lubaniu, po ataku Niemiec na ZSRR przebywał na okupowanym przez Niemców terytorium, pomagając żołnierzom i partyzantom. Przystąpił do podziemnej młodzieżowej organizacji komsomolskiej kierowanej przez jego starszego brata Bolesława, a wkrótce potem do oddziału partyzanckiego. 7 listopada 1941 partyzanci zaatakowali miejscowy niemiecki garnizon; wkrótce potem Niemcy schwytali i niedługo potem zamordowali Bolesława i innego partyzanta. Kurkevičs nadal walczył w oddziałach partyzanckich, a w listopadzie 1944 został powołany do Armii Czerwonej. Był żołnierzem kompanii karabinów maszynowych 515. pułku strzelców w 134. Dywizji Strzeleckiej w składzie 61. Korpusu Strzeleckiego w 69. Armii 1. Frontu Białoruskiego, uczestniczył w operacji wiślańsko-odrzańskiej zimą 1945 i berlińskiej wiosną 1945, w lutym i marcu 1945 brał udział w walkach o utrzymanie i rozszerzenie przyczółka w rejonie Frankfurtu nad Odrą. Brał udział w forsowaniu Pilicy i Warty, walkach o Radom, Tomaszów Mazowiecki, Jarocin i Poznań. 4 lutego 1945 w rejonie Frankfurtu nad Odrą zabił do 15 żołnierzy wroga i przyczynił się do odparcia niemieckiego kontrataku. W nocy na 26 lutego 1945 w walkach na północny zachód od Frankfurtu zabił dwóch Niemców i z pomocą współtowarzyszy wziął do niewoli dwóch innych. 19 kwietnia 1945 podczas operacji berlińskiej zabił w walce wielu Niemców. W sierpniu 1945 brał udział w pokonaniu Japonii.
W sierpniu 1950 został zdemobilizowany. W 1954 ukończył technikum przemysłu lekkiego w Rydze i został przyjęty do KPZR, pracował jako instruktor w kombinacie tekstylnym w Rydze.

## Odznaczenia
- Order Rewolucji Październikowej
- Order Wojny Ojczyźnianej I klasy (11 marca 1985)
- Order Sławy I klasy (15 maja 1946)
- Order Sławy II klasy (9 marca 1945)
- Order Sławy III klasy (20 lutego 1945)
- Medal „Za wyzwolenie Warszawy”
- Medal „Za zwycięstwo nad Japonią”